# Kulusuk

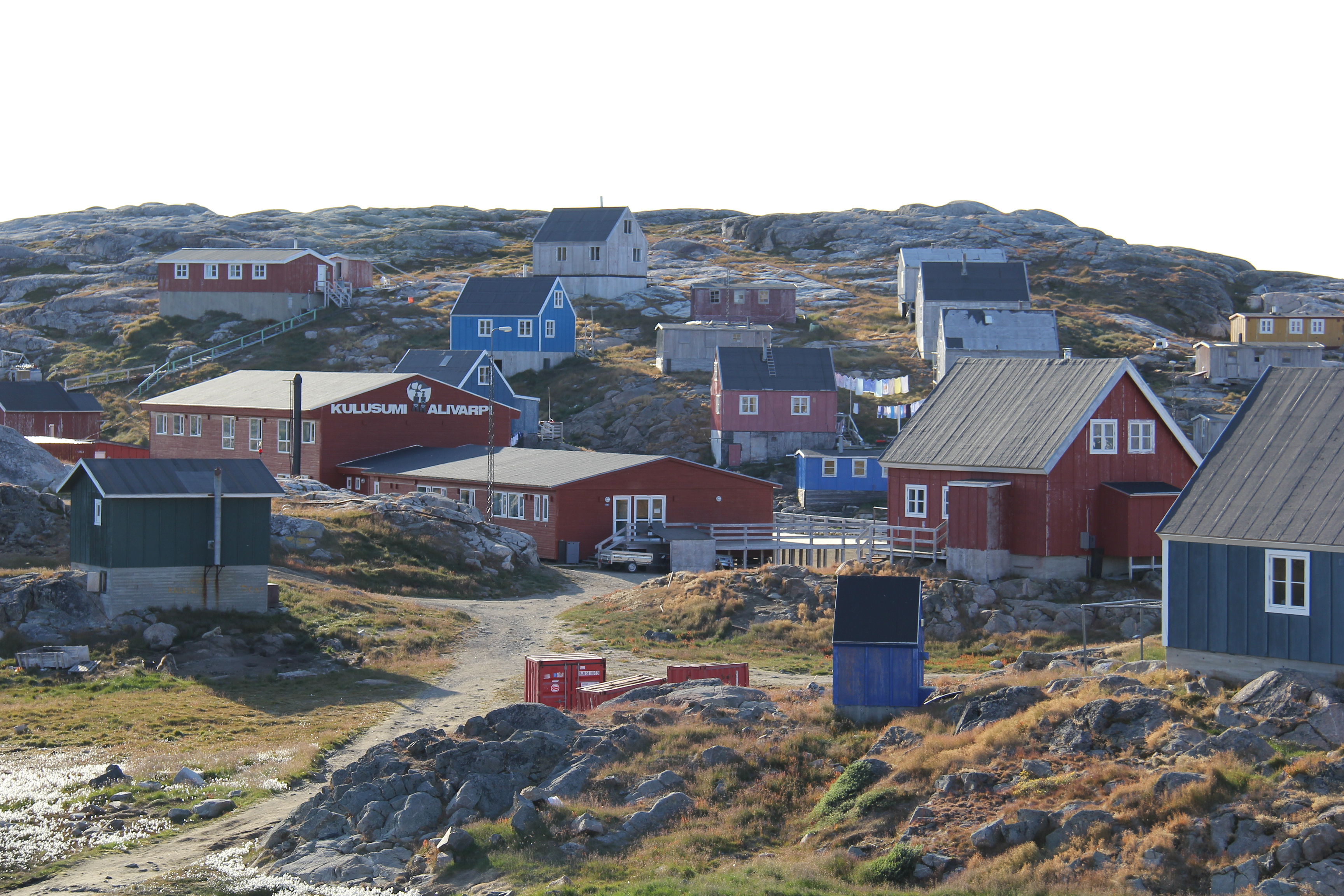
Kulusuk (2014)

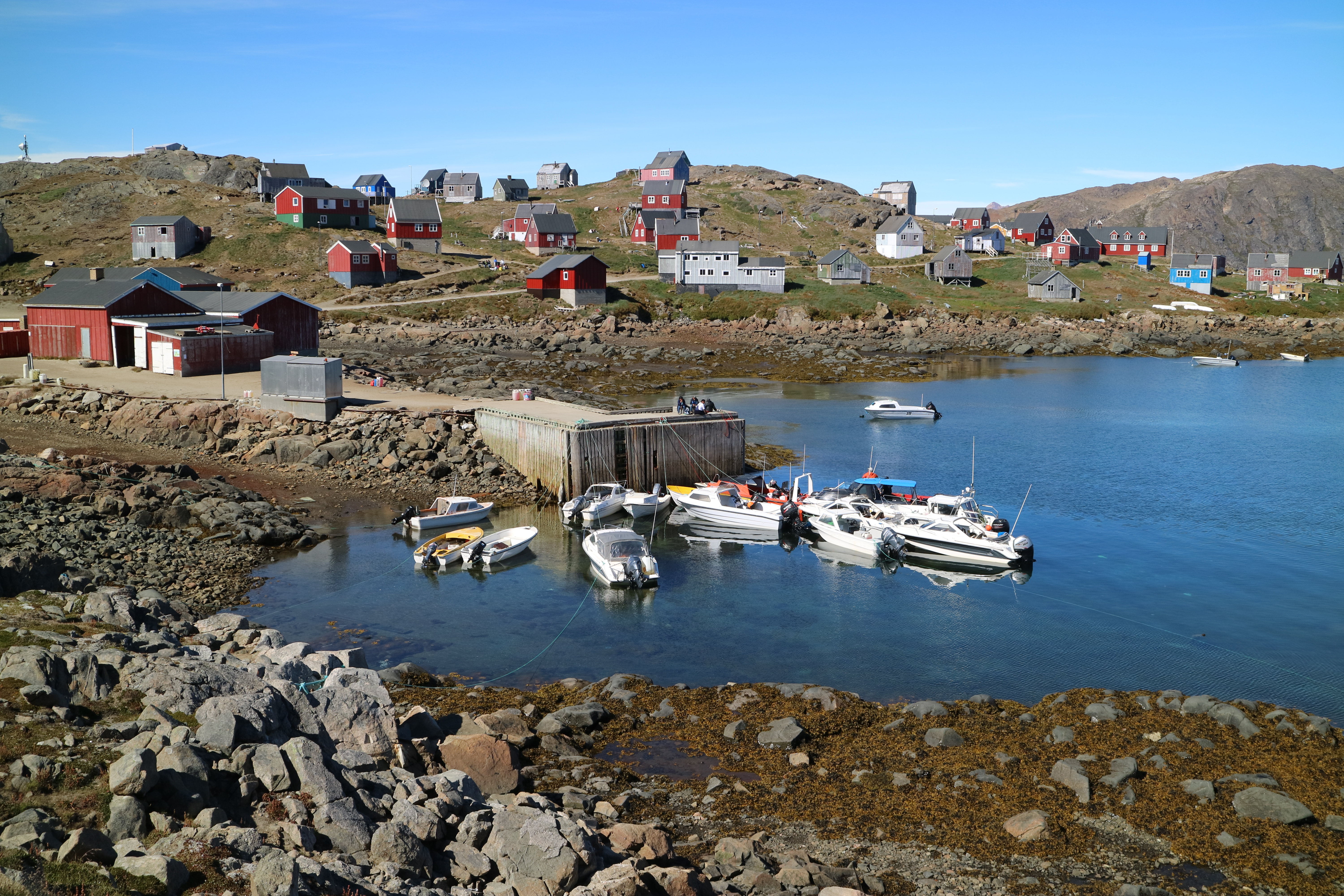
Kulusuk (2016)

Kulusuk [kuluˈsuk] (nach alter Rechtschreibung Kulusuk/K'ulusuk; dänisch Kap Dan) ist eine grönländische Siedlung im Distrikt Ammassalik in der Kommuneqarfik Sermersooq.

## Lage
Kulusuk liegt im Nordosten der gleichnamigen Insel am Ausgang des Ammassaliip Kangertiva. Auf dem anderen Ufer liegt 21 km westlich Tasiilaq.

## Geschichte
Die Bewohner erzählten früher, dass es in Kulusuk Ruinen der Grænlendingar gäbe, was archäologische Untersuchungen jedoch zurückweisen. Hingegen konnte entsprechend der Aussage der Bewohner durch Ausgrabungen belegt werden, dass der Ort früher gut zum Walfang geeignet war.
Früher lebten die Tunumiit nomadisch, weswegen nicht bekannt ist, seit wann Kulusuk bewohnt ist.
1909 wurde Kulusuk als Missionsplatz offiziell gegründet. Es wurde ein 53 m² großes gelbes Missionsgebäude errichtet, in dem eine Kirche, ein Schulzimmer und eine Wohnung für den Katecheten und seine Familie eingerichtet wurden.
1920 lebten 74 Menschen in Kulusuk, von denen sieben Westgrönländer waren. Unter den Bewohnern waren elf Jäger. Die Bevölkerung lebte abgesehen vom Katecheten in drei grönländischen Wohnhäusern.
1925 wurde eine neue Schulkapelle errichtet. 1930 war die Einwohnerzahl bereits auf 165 Personen angestiegen, wodurch Kulusuk zu dieser Zeit der größte Ort Ostgrönlands war. 1940 wohnten 133 Menschen in Kulusuk und 1950 waren es 197. 1951 wurde von Den Kongelige Grønlandske Handel ein Laden in Kulusuk errichtet, obwohl der Ort offiziell kein Udsted war.
Als die US-Amerikaner den Flugplatz Ikkatteq aufgaben, errichteten sie stattdessen im Jahr 1958 einen Flughafen östlich von Kulusuk. In den 1960er Jahren wurden fast das ganze Dorf saniert und zahlreiche neue Wohnungen gebaut. In dieser Zeit stieg die Einwohnerzahl stark an, da die Bevölkerung aus Skjoldungen sich zu großen Teilen in Kulusuk niederließ. 1960 lebten 258 Personen im Ort. 1966 wurde eine neue Schule errichtet, die 1976 ausgebaut wurde, da die Einwohnerzahl bis 1970 schon auf 390 Personen angestiegen war. 1966 wurde eine Zimmererwerkstatt errichtet und 1967 ein neuer Laden. Im selben Jahr wurde ein Kraftwerk gebaut, das aber lediglich Einrichtungen wie die Kirche, aber nicht die Wohnhäuser mit Strom versorgte. Die Bewohner lebten in dieser Zeit vom Robben- und Fischfang, wobei die Fangzahlen als eher schlecht angesehen wurden. 1957 war eine Salzerei errichtet worden und 1966 eine zweite.
Der eigentliche Name von Kulusuk lautet Qulusuk. Weil die Dänen den Ortsnamen nicht aussprechen konnten, ersetzte man das Q durch ein K. Damit ist Kulusuk der einzige Ort in Grönland, der aus diesem Grund offiziell umbenannt wurde. Der Name wurde anschließend auch von der grönländischen Bevölkerung adaptiert.

## Infrastruktur und Versorgung
Der Flughafen Kulusuk ist heute der wichtigste Verkehrsknotenpunkt Ostgrönlands. Von hier aus gelangt man sowohl in die anderen Orte Ostgrönlands sowie nach Westgrönland und Island. Im Sommer und Herbst ist das Meer eisfrei und kann für den Schiffsverkehr genutzt werden. Die nähere Umgebung wird mit Hundeschlitten und Schneemobilen befahren. In Kulusuk gibt es zudem ein Taxiunternehmen.
Nukissiorfiit ist für die Strom- und Wasserversorgung in Kulusuk zuständig, während TELE Greenland die Bewohner telekommunikativ anbindet. Müll wird deponiert, verbrannt oder nach Tasiilaq verschifft.

## Bebauung

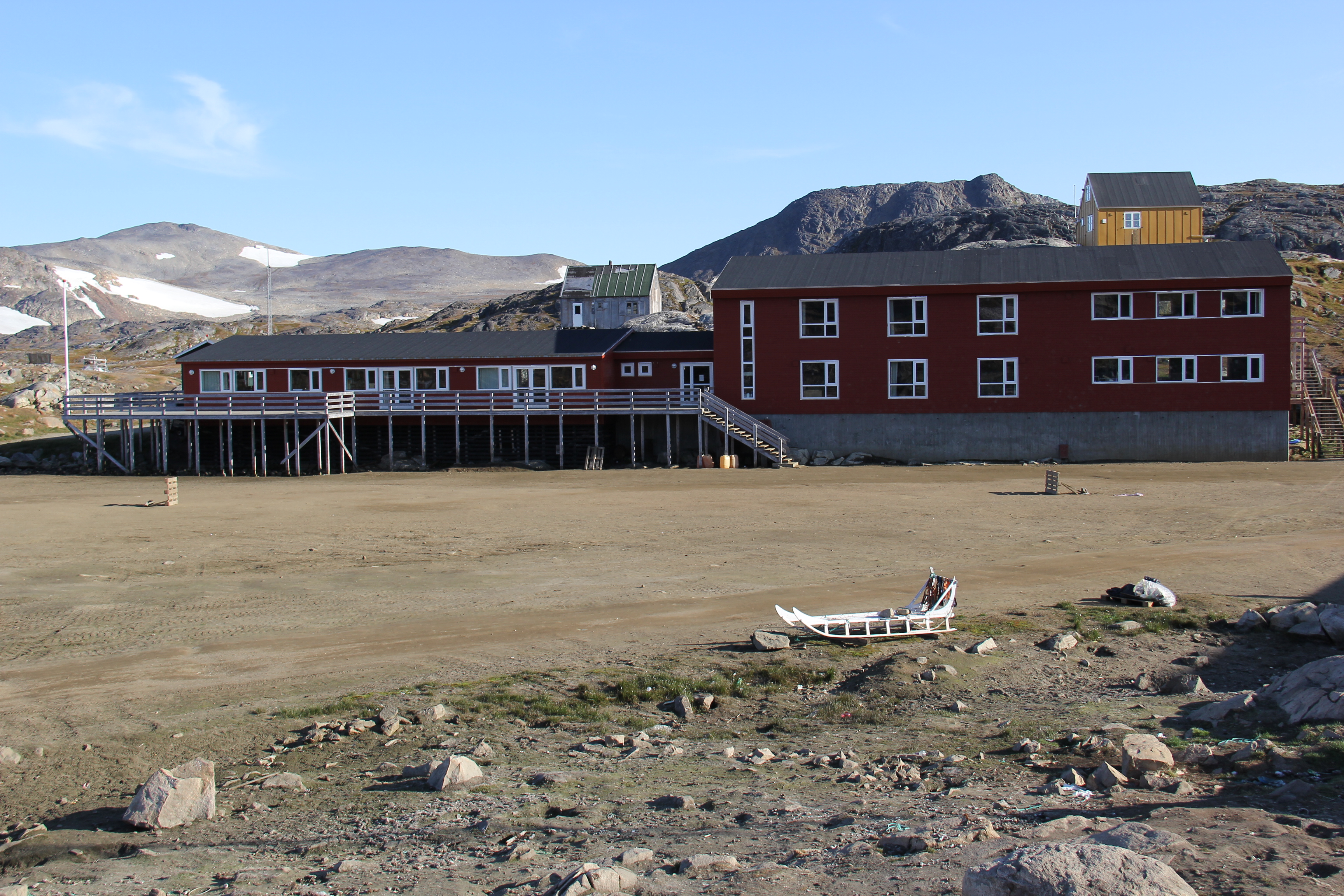
Die Schule von Kulusuk (2014)

Die Schule von Kulusuk, die Kulusumi Alivarpi, wird von etwa 50 Schülern besucht. Nach Abschließen der 7. Klasse müssen die Schüler auf eine höhere Schule gehen, üblicherweise in Tasiilaq. Zudem gibt es in Kulusuk beispielsweise eine Kita, ein Altenheim, ein Servicegebäude, ein Postgebäude, ein Versammlungshaus, eine Krankenstation und eine Kirche. Am Flughafen befindet sich zudem ein Hotel.

## Sport
Aus Kulusuk stammt der Fußballverein TM-62 Kulusuk, der 1962 gegründet wurde und 2007 und 2016 an der Schlussrunde der Grönländischen Fußballmeisterschaft teilnahm.

## Söhne und Töchter
- Anna Kûitse Thastum (1942–2012), Trommeltänzerin
- Anda Kûitse (1951–2019), Trommeltänzer

## Bevölkerungsentwicklung
Kulusuk gehörte früher zu den größten Dörfern Grönlands. In den letzten 40 Jahren hat sich die Einwohnerzahl jedoch beinahe halbiert.